# انگلوال (داکوتای شمالی)
انگلوال(به انگلیسی: Englevale) مکان مختص سرشماری و محدوده ثبت‌نشده در شهرستان رانسوم، ایالت داکوتای شمالی کشور ایالات متحده آمریکا است که جمعیت آن در سرشماری ۲۰۱۰ میلادی، ۴۰ نفر بوده است. این جامعه در ابتدا به نام مارشال تی دیویس، مالک زمین، مارشال نام‌گذاری شد.